# Christian August von Berckentin (amtmand)
Christian August von Berckentin (2. februar 1666 – 1. februar 1734 i Lübeck) var en slesvigsk amtmand, far til Christian August von Berckentin.
Han var herre til godserne Lütgenhof, Prieschendorf, Kaltenhof og Dassow i Mecklenburg-Schwerin. Berckentin var gehejmeråd hos hertug Christian August og amtmand over Gottorp Amt.
Han blev gift 1692 på Lügtgenhof med Ida Hedewig født von Berckentin (1673-1738).